# Pintada negra
La pintada negra (Agelastes niger) és una espècie d'ocell de la família dels numídids (Numididae) que habita la selva humida de l'Àfrica central, a Nigèria i Camerun, cap a l'est, fins a la República Centreafricana, nord de la República Democràtica del Congo, Gabon i la República del Congo.